# Iglesia de Nuestra Señora de la Leche (Alconchel de Ariza)

La iglesia de Nuestra Señora de la Leche es un templo parroquial católico de la localidad zaragozana de Alconchel de Ariza adscrita al arciprestazgo del Alto Jalón de la diócesis de Tarazona.
Se encuentra situada en el centro de la localidad, en la calle Mayor.
La data de finales del siglo XVI y principio del siglo XVII es gótico-renacentista. Es un edificio de una sola nave castellana de sillería, según modelo clásico del siglo XVI. Los nervios apoyan en las esquinas de cada tramo sobre pilastras jónicas adosadas. La cabecera es poligonal y está cubierta con una bóveda estrellada de sillería. Posee un coro alto a los pies, sobre una bóveda rebajada (del siglo XVII) de terceletes, con nervios y plementería de sillería, y arco carpanel. Sin embargo, a ambos lados del presbiterio se disponen diversas capillas: en el lado del evangelio una con dos tramos cubiertos por bóvedas de crucería, mientras que en el lado opuesto se abre una capilla barroca, dedicada al Santo Cristo, de planta cuadrada con bóveda sobre pechinas, esta está fechada en el siglo XVII, por lo que se corresponde con la fábrica del templo. No hay púlpito ya que a mediados del siglo XX se decidió quitarlo.
En el exterior, rematado por la cabecera poligonal, destacan los contrafuertes correspondientes a los tramos y las aristas del primer poligonal de la cabecera, todo ello de piedra. En el muro de los pies se dispone una esbelta espadaña barroca de dos cuerpos de vanos todos con arcos de medio punto donde se alojan dos campanas, y en un piso superior otra campana de menor dimensión. Además permanece en la espadaña un vano en que antaño había un reloj, aunque aún está la maquinaria. La portada se abre en el lado de la epístola, entre dos contrafuertes y un arco cobijo, rebajado, de sillería. Responde a la clásica composición de dos cuerpos: arco de medio punto entre columnas jónicas con entablamento liso donde se localiza el escudo del municipio y hornacina entre volúmenes con la escultura de Ntra. Sra. de la Leche, la titular de la iglesia, y frontón triangular donde se encuentra esculpido un querubín.

Destacan seis retablos:
- El retablo Mayor es un altorrelieve del siglo XVI dedicado a Nuestra Señora de la Leche, es de madera tallada y cubre toda la cabecera, obra de Martín de Vandoma.
- El retablo del Niño Jesús corresponde al siglo XVIII y contiene tres tallas (san José, el Niño Jesús y san Isidro).
- El retablo de San Antonio del siglo XVIII, con un lienzo es de la escuela castellana.
- En la capilla del Santo Cristo, está el retablo del Cristo del siglo XVII, es de tipo popular.
- El retablo de la Virgen del Rosario es del siglo XVIII, ejecutado en madera y decorado con espejos.
- El retablo de San Pascual Bailón es del siglo XVIII ejecutado en madera.